# B Stiff
B Stiff é o primeiro EP da banda new wave americana Devo, lançado em 1978 pela Stiff Records.

## Contexto
B Stiff é uma compilação de três singles lançados pela Stiff no Reino Unido, os dois primeiros inicialmente lançados de forma independente pela banda.   O EP reúne os únicos três singles de Devo lançados pela Stiff.  A capa foi criada pelo designer gráfico Barney Bubbles e pelo fotógrafo Brian Griffin. 
| Críticas profissionais | Críticas profissionais |
| Avaliações da crítica  | Avaliações da crítica  |
| Fonte                  | Avaliação              |
| ---------------------- | ---------------------- |
| Allmusic               | [ 5 ]                  |

## Disponibilidade
Embora o B Stiff EP nunca tenha tido um lançamento em CD adequado, cinco de suas seis faixas foram relançadas em vários álbuns de compilação no formato digital:
- "Jocko Homo" – Pioneers Who Got Scalped: The Anthology
- "(I Can't Get Me No) Satisfaction" – Greatest Misses, Hardcore Devo: Volume One
- "Be Stiff" – Greatest Misses, Pioneers Who Got Scalped: The Anthology
- "Mongoloid" – Pioneers Who Got Scalped: The Anthology (Um mix ligeiramente diferente apareceu em Hardcore Devo: Volume One.)
- "Sloppy (I Saw My Baby Getting)" – Recombo DNA (Os poucos segundos extras de ruído de bateria e gritos antes da música começar foram removidos desta versão.)

Uma regravação de "Social Fools" produzida por Brian Eno apareceu como o lado B do single "Come Back Jonee" em 1978. Posteriormente, foi relançado como uma faixa bônus no lançamento do CD da Virgin de Q: Are We Not Men A: We Are Devo! / Dev-O Live EP em 1993 e posteriormente reeditado novamente em Social Fools (The Virgin Singles 1978-1982) em 2015 e Turn Around: B-Sides & More (1978-1984) em 2019.

## Lista de Faixas
| Lado Um |                                                               |         |  |
| N.º     | Título                                                        | Duração |  |
| 1.      | "Jocko Homo" (Mark Mothersbaugh)                              | 3:21    |  |
| 2.      | "(I Can't Get No) Satisfaction" (Mick Jagger, Keith Richards) | 2:53    |  |
| 3.      | "Be Stiff" (Gerald Casale, Bob Lewis)                         | 2:35    |  |

| N.º | Título                                                                                              | Duração |  |
| 1.  | "Mongoloid" (Gerald Casale)                                                                         | 3:30    |  |
| 2.  | "Sloppy (I Saw My Baby Getting)" (Mark Mothersbaugh, Bob Mothersbaugh, Gerald Casale, Gary Jackett) | 2:20    |  |
| 3.  | "Social Fools" (Mark Mothersbaugh, Gerald Casale)                                                   | 2:52    |  |

## Ficha Técnica

### Devo
- Bob Casale – guitarra base, teclados, backing vocals
- Gerald Casale – baixo, teclados, vocais
- Bob Mothersbaugh – guitarra solo, vocal de apoio
- Jim Mothersbaugh – bateria eletrônica
- Mark Mothersbaugh – teclados, guitarra, vocais
- Alan Myers – bateria

### Técnicos
- Devo – produtores
- Brian Eno – produtor ("Be Stiff")